# Tournoi féminin du Japon de rugby à sept 2018
Navigation
2017 2019
Le Tournoi féminin du Japon de rugby à sept 2018 est la troisième étape de la saison 2017-2018 du World Rugby Women's Sevens Series. Elle se déroule sur deux jours du 21 au 22 avril 2018 au Mikuni World Stadium de Kitakyūshū.
Cette édition est remportée par le Nouvelle-Zélande, après avoir battu la France en finale.

## Équipes participantes
Douze équipes participent au tournoi, dont une invitée :
- Angleterre
- Australie
- Canada
- Chine (invitée)
- Espagne
- États-Unis
- Fidji
- France
- Irlande
- Japon
- Nouvelle-Zélande
- Russie

## Tournoi principal

### Phase de poules

#### Poule A
| Rang | Pays      | J | V | N | D | Pm | Pe | Diff | Pts |
| ---- | --------- | - | - | - | - | -- | -- | ---- | --- |
| 1    | Espagne   | 3 | 3 | 0 | 0 | 50 | 48 | +2   | 7   |
| 2    | Australie | 3 | 2 | 0 | 1 | 78 | 22 | +56  | 7   |
| 3    | Chine     | 3 | 1 | 0 | 2 | 46 | 64 | -18  | 5   |
| 4    | Irlande   | 3 | 0 | 0 | 3 | 29 | 69 | -40  | 5   |

|  | Qualifiée pour la Cup              |
|  | Qualifiée pour le Challenge Trophy |

| 21 avril 2018 11 h 14 UTC+09:00 | Espagne | 14 - 17 | Irlande | Mikuni World Stadium, Kitakyūshū |
| 21 avril 2018 11 h 14 UTC+09:00 |         |         |         | Mikuni World Stadium, Kitakyūshū |
| 21 avril 2018 11 h 14 UTC+09:00 |         |         |         | Mikuni World Stadium, Kitakyūshū |

| 21 avril 2018 11 h 36 UTC+09:00 | Australie | 33 - 5 | Chine | Mikuni World Stadium, Kitakyūshū |
| 21 avril 2018 11 h 36 UTC+09:00 |           |        |       | Mikuni World Stadium, Kitakyūshū |
| 21 avril 2018 11 h 36 UTC+09:00 |           |        |       | Mikuni World Stadium, Kitakyūshū |

| 21 avril 2018 13 h 58 UTC+09:00 | Espagne | 19 - 17 | Chine | Mikuni World Stadium, Kitakyūshū |
| 21 avril 2018 13 h 58 UTC+09:00 |         |         |       | Mikuni World Stadium, Kitakyūshū |
| 21 avril 2018 13 h 58 UTC+09:00 |         |         |       | Mikuni World Stadium, Kitakyūshū |

| 21 avril 2018 14 h 20 UTC+09:00 | Australie | 31 - 0 | Irlande | Mikuni World Stadium, Kitakyūshū |
| 21 avril 2018 14 h 20 UTC+09:00 |           |        |         | Mikuni World Stadium, Kitakyūshū |
| 21 avril 2018 14 h 20 UTC+09:00 |           |        |         | Mikuni World Stadium, Kitakyūshū |

| 21 avril 2018 16 h 42 UTC+09:00 | Irlande | 12 - 24 | Chine | Mikuni World Stadium, Kitakyūshū |
| 21 avril 2018 16 h 42 UTC+09:00 |         |         |       | Mikuni World Stadium, Kitakyūshū |
| 21 avril 2018 16 h 42 UTC+09:00 |         |         |       | Mikuni World Stadium, Kitakyūshū |

| 21 avril 2018 17 h 4 UTC+09:00 | Australie | 14 - 17 | Espagne | Mikuni World Stadium, Kitakyūshū |
| 21 avril 2018 17 h 4 UTC+09:00 |           |         |         | Mikuni World Stadium, Kitakyūshū |
| 21 avril 2018 17 h 4 UTC+09:00 |           |         |         | Mikuni World Stadium, Kitakyūshū |

#### Poule B
| Rang | Pays             | J | V | N | D | Pm  | Pe  | Diff | Pts |
| ---- | ---------------- | - | - | - | - | --- | --- | ---- | --- |
| 1    | Nouvelle-Zélande | 3 | 3 | 0 | 0 | 107 | 24  | +83  | 9   |
| 2    | France           | 3 | 2 | 0 | 1 | 76  | 43  | +33  | 7   |
| 3    | États-Unis       | 3 | 1 | 0 | 2 | 57  | 84  | -27  | 5   |
| 4    | Japon            | 3 | 0 | 0 | 3 | 27  | 116 | -89  | 3   |

|  | Qualifiée pour la Cup              |
|  | Qualifiée pour le Challenge Trophy |

| 21 avril 2018 11 h 58 UTC+09:00 | France | 36 - 0 | États-Unis | Mikuni World Stadium, Kitakyūshū |
| 21 avril 2018 11 h 58 UTC+09:00 |        |        |            | Mikuni World Stadium, Kitakyūshū |
| 21 avril 2018 11 h 58 UTC+09:00 |        |        |            | Mikuni World Stadium, Kitakyūshū |

| 21 avril 2018 12 h 20 UTC+09:00 | Nouvelle-Zélande | 38 - 5 | Japon | Mikuni World Stadium, Kitakyūshū |
| 21 avril 2018 12 h 20 UTC+09:00 |                  |        |       | Mikuni World Stadium, Kitakyūshū |
| 21 avril 2018 12 h 20 UTC+09:00 |                  |        |       | Mikuni World Stadium, Kitakyūshū |

| 21 avril 2018 14 h 42 UTC+09:00 | France | 33 - 5 | Japon | Mikuni World Stadium, Kitakyūshū |
| 21 avril 2018 14 h 42 UTC+09:00 |        |        |       | Mikuni World Stadium, Kitakyūshū |
| 21 avril 2018 14 h 42 UTC+09:00 |        |        |       | Mikuni World Stadium, Kitakyūshū |

| 21 avril 2018 15 h 4 UTC+09:00 | Nouvelle-Zélande | 31 - 12 | États-Unis | Mikuni World Stadium, Kitakyūshū |
| 21 avril 2018 15 h 4 UTC+09:00 |                  |         |            | Mikuni World Stadium, Kitakyūshū |
| 21 avril 2018 15 h 4 UTC+09:00 |                  |         |            | Mikuni World Stadium, Kitakyūshū |

| 21 avril 2018 17 h 26 UTC+09:00 | États-Unis | 45 - 17 | Japon | Mikuni World Stadium, Kitakyūshū |
| 21 avril 2018 17 h 26 UTC+09:00 |            |         |       | Mikuni World Stadium, Kitakyūshū |
| 21 avril 2018 17 h 26 UTC+09:00 |            |         |       | Mikuni World Stadium, Kitakyūshū |

| 21 avril 2018 17 h 48 UTC+09:00 | Nouvelle-Zélande | 38 - 7 | France | Mikuni World Stadium, Kitakyūshū |
| 21 avril 2018 17 h 48 UTC+09:00 |                  |        |        | Mikuni World Stadium, Kitakyūshū |
| 21 avril 2018 17 h 48 UTC+09:00 |                  |        |        | Mikuni World Stadium, Kitakyūshū |

#### Poule C
| Rang | Pays       | J | V | N | D | Pm | Pe | Diff | Pts |
| ---- | ---------- | - | - | - | - | -- | -- | ---- | --- |
| 1    | Fidji      | 3 | 2 | 0 | 1 | 74 | 55 | +19  | 7   |
| 2    | Russie     | 3 | 2 | 0 | 1 | 41 | 44 | -3   | 7   |
| 3    | Angleterre | 3 | 1 | 0 | 2 | 43 | 67 | -24  | 5   |
| 4    | Canada     | 3 | 1 | 0 | 2 | 62 | 54 | +8   | 5   |

|  | Qualifiée pour la Cup              |
|  | Qualifiée pour le Challenge Trophy |

| 21 avril 2018 10 h 30 UTC+09:00 | Russie | 17 - 10 | Angleterre | Mikuni World Stadium, Kitakyūshū |
| 21 avril 2018 10 h 30 UTC+09:00 |        |         |            | Mikuni World Stadium, Kitakyūshū |
| 21 avril 2018 10 h 30 UTC+09:00 |        |         |            | Mikuni World Stadium, Kitakyūshū |

| 21 avril 2018 10 h 52 UTC+09:00 | Canada | 38 - 14 | Fidji | Mikuni World Stadium, Kitakyūshū |
| 21 avril 2018 10 h 52 UTC+09:00 |        |         |       | Mikuni World Stadium, Kitakyūshū |
| 21 avril 2018 10 h 52 UTC+09:00 |        |         |       | Mikuni World Stadium, Kitakyūshū |

| 21 avril 2018 13 h 14 UTC+09:00 | Russie | 5 - 29 | Fidji | Mikuni World Stadium, Kitakyūshū |
| 21 avril 2018 13 h 14 UTC+09:00 |        |        |       | Mikuni World Stadium, Kitakyūshū |
| 21 avril 2018 13 h 14 UTC+09:00 |        |        |       | Mikuni World Stadium, Kitakyūshū |

| 21 avril 2018 13 h 36 UTC+09:00 | Canada | 19 - 21 | Angleterre | Mikuni World Stadium, Kitakyūshū |
| 21 avril 2018 13 h 36 UTC+09:00 |        |         |            | Mikuni World Stadium, Kitakyūshū |
| 21 avril 2018 13 h 36 UTC+09:00 |        |         |            | Mikuni World Stadium, Kitakyūshū |

| 21 avril 2018 15 h 58 UTC+09:00 | Angleterre | 12 - 31 | Fidji | Mikuni World Stadium, Kitakyūshū |
| 21 avril 2018 15 h 58 UTC+09:00 |            |         |       | Mikuni World Stadium, Kitakyūshū |
| 21 avril 2018 15 h 58 UTC+09:00 |            |         |       | Mikuni World Stadium, Kitakyūshū |

| 21 avril 2018 16 h 20 UTC+09:00 | Canada | 5 - 19 | Russie | Mikuni World Stadium, Kitakyūshū |
| 21 avril 2018 16 h 20 UTC+09:00 |        |        |        | Mikuni World Stadium, Kitakyūshū |
| 21 avril 2018 16 h 20 UTC+09:00 |        |        |        | Mikuni World Stadium, Kitakyūshū |

## Phase finale

### Trophées

#### Cup
|  | Quarts de finale                  | Quarts de finale                  |                                  |                                  | Demi-finales                      | Demi-finales                      |   |  | Finale                            | Finale                            |
|  | Quarts de finale                  | Quarts de finale                  |                                  |                                  | Demi-finales                      | Demi-finales                      |   |  | Finale                            | Finale                            |
|  |                                   |                                   |                                  |                                  |                                   |                                   |   |  |                                   |                                   |
|  | 22 avril 2018 à 10 h 30 UTC+09:00 | 22 avril 2018 à 10 h 30 UTC+09:00 |                                  |                                  | 22 avril 2018 à 14 h 20 UTC+09:00 | 22 avril 2018 à 14 h 20 UTC+09:00 |   |  | 22 avril 2018 à 17 h 30 UTC+09:00 | 22 avril 2018 à 17 h 30 UTC+09:00 |
|  | 22 avril 2018 à 10 h 30 UTC+09:00 | 22 avril 2018 à 10 h 30 UTC+09:00 |                                  |                                  | 22 avril 2018 à 14 h 20 UTC+09:00 | 22 avril 2018 à 14 h 20 UTC+09:00 |   |  | 22 avril 2018 à 17 h 30 UTC+09:00 | 22 avril 2018 à 17 h 30 UTC+09:00 |
|  | Nouvelle-Zélande                  | 50                                |                                  |                                  | 22 avril 2018 à 14 h 20 UTC+09:00 | 22 avril 2018 à 14 h 20 UTC+09:00 |   |  | 22 avril 2018 à 17 h 30 UTC+09:00 | 22 avril 2018 à 17 h 30 UTC+09:00 |
|  | Nouvelle-Zélande                  | 50                                |                                  |                                  | 22 avril 2018 à 14 h 20 UTC+09:00 | 22 avril 2018 à 14 h 20 UTC+09:00 |   |  | 22 avril 2018 à 17 h 30 UTC+09:00 | 22 avril 2018 à 17 h 30 UTC+09:00 |
|  | Chine                             | 0                                 |                                  |                                  | 22 avril 2018 à 14 h 20 UTC+09:00 | 22 avril 2018 à 14 h 20 UTC+09:00 |   |  | 22 avril 2018 à 17 h 30 UTC+09:00 | 22 avril 2018 à 17 h 30 UTC+09:00 |
|  | Chine                             | 0                                 | Nouvelle-Zélande                 | 17                               |                                   |                                   |   |  | 22 avril 2018 à 17 h 30 UTC+09:00 | 22 avril 2018 à 17 h 30 UTC+09:00 |
|  | 22 avril 2018 à 10 h 52 UTC+09:00 |                                   | Nouvelle-Zélande                 | 17                               |                                   |                                   |   |  | 22 avril 2018 à 17 h 30 UTC+09:00 | 22 avril 2018 à 17 h 30 UTC+09:00 |
|  |                                   | Australie                         | 12                               |                                  |                                   |                                   |   |  | 22 avril 2018 à 17 h 30 UTC+09:00 | 22 avril 2018 à 17 h 30 UTC+09:00 |
|  | Fidji                             | Australie                         | 12                               | 7                                |                                   |                                   |   |  | 22 avril 2018 à 17 h 30 UTC+09:00 | 22 avril 2018 à 17 h 30 UTC+09:00 |
|  | Fidji                             |                                   |                                  | 7                                |                                   |                                   |   |  | 22 avril 2018 à 17 h 30 UTC+09:00 | 22 avril 2018 à 17 h 30 UTC+09:00 |
|  | Australie                         | 31                                |                                  |                                  |                                   |                                   |   |  | 22 avril 2018 à 17 h 30 UTC+09:00 | 22 avril 2018 à 17 h 30 UTC+09:00 |
|  | Australie                         | 31                                | Nouvelle-Zélande                 | 24                               |                                   |                                   |   |  |                                   |                                   |
|  | 22 avril 2018 à 11 h 14 UTC+09:00 |                                   | Nouvelle-Zélande                 | 24                               |                                   |                                   |   |  |                                   |                                   |
|  |                                   | France                            | 12                               |                                  |                                   |                                   |   |  |                                   |                                   |
|  | France                            | France                            | 12                               | 29                               |                                   |                                   |   |  |                                   |                                   |
|  | France                            | 22 avril 2018 à 14 h 42 UTC+09:00 |                                  | 29                               |                                   |                                   |   |  |                                   |                                   |
|  | Russie                            | 5                                 |                                  |                                  |                                   |                                   |   |  |                                   |                                   |
|  | Russie                            | 5                                 | France                           | 21                               |                                   |                                   |   |  |                                   |                                   |
|  | 22 avril 2018 à 11 h 36 UTC+09:00 | 22 avril 2018 à 11 h 36 UTC+09:00 | France                           | 21                               | Médaille de bronze                | Médaille de bronze                |   |  |                                   |                                   |
|  | 22 avril 2018 à 11 h 36 UTC+09:00 | 22 avril 2018 à 11 h 36 UTC+09:00 |                                  | Espagne                          | Médaille de bronze                | Médaille de bronze                | 0 |  |                                   |                                   |
|  | Espagne                           | 7                                 | 22 avril 2018 à 17 h 4 UTC+09:00 | 22 avril 2018 à 17 h 4 UTC+09:00 |                                   |                                   | 0 |  |                                   |                                   |
|  | Espagne                           | 7                                 | 22 avril 2018 à 17 h 4 UTC+09:00 | 22 avril 2018 à 17 h 4 UTC+09:00 |                                   |                                   |   |  |                                   |                                   |
|  | Irlande                           | 5                                 |                                  | Australie                        | 19                                |                                   |   |  |                                   |                                   |
|  | Irlande                           | 5                                 |                                  | Australie                        | 19                                |                                   |   |  |                                   |                                   |
|  |                                   |                                   |                                  |                                  |                                   |                                   |   |  | Espagne                           | 5                                 |
|  |                                   |                                   |                                  |                                  |                                   |                                   |   |  | Espagne                           | 5                                 |

#### 5eplace
|  | Demi-finales                      | Demi-finales                      |          |    | 5e place                          | 5e place                          |
|  | Demi-finales                      | Demi-finales                      |          |    | 5e place                          | 5e place                          |
|  |                                   |                                   |          |    |                                   |                                   |
|  | 22 avril 2018 à 13 h 36 UTC+09:00 | 22 avril 2018 à 13 h 36 UTC+09:00 |          |    | 22 avril 2018 à 16 h 42 UTC+09:00 | 22 avril 2018 à 16 h 42 UTC+09:00 |
|  | 22 avril 2018 à 13 h 36 UTC+09:00 | 22 avril 2018 à 13 h 36 UTC+09:00 |          |    | 22 avril 2018 à 16 h 42 UTC+09:00 | 22 avril 2018 à 16 h 42 UTC+09:00 |
|  | Chine                             | 19                                |          |    | 22 avril 2018 à 16 h 42 UTC+09:00 | 22 avril 2018 à 16 h 42 UTC+09:00 |
|  | Chine                             | 19                                |          |    | 22 avril 2018 à 16 h 42 UTC+09:00 | 22 avril 2018 à 16 h 42 UTC+09:00 |
|  | Fidji                             | 24                                |          |    | 22 avril 2018 à 16 h 42 UTC+09:00 | 22 avril 2018 à 16 h 42 UTC+09:00 |
|  | Fidji                             | 24                                | Fidji    | 7  |                                   |                                   |
|  | 22 avril 2018 à 13 h 58 UTC+09:00 |                                   | Fidji    | 7  |                                   |                                   |
|  |                                   | Russie                            | 30       |    |                                   |                                   |
|  | Russie                            | Russie                            | 30       | 41 |                                   |                                   |
|  | Russie                            |                                   |          | 41 |                                   |                                   |
|  | Angleterre                        | 0                                 |          |    |                                   |                                   |
|  | Angleterre                        | 0                                 | 7e place |    |                                   |                                   |
|  |                                   |                                   |          |    |                                   |                                   |
|  | 22 avril 2018 à 16 h 20 UTC+09:00 |                                   |          |    |                                   |                                   |
|  |                                   |                                   |          |    |                                   |                                   |
|  | Chine                             | 5                                 |          |    |                                   |                                   |
|  | Chine                             | 5                                 |          |    |                                   |                                   |
|  | Angleterre                        | 36                                |          |    |                                   |                                   |
|  | Angleterre                        | 36                                |          |    |                                   |                                   |

#### Challenge Trophy
|  | Demi-finales                      | Demi-finales                      |            |    | Finale                            | Finale                            |
|  | Demi-finales                      | Demi-finales                      |            |    | Finale                            | Finale                            |
|  |                                   |                                   |            |    |                                   |                                   |
|  | 22 avril 2018 à 11 h 58 UTC+09:00 | 22 avril 2018 à 11 h 58 UTC+09:00 |            |    | 22 avril 2018 à 15 h 26 UTC+09:00 | 22 avril 2018 à 15 h 26 UTC+09:00 |
|  | 22 avril 2018 à 11 h 58 UTC+09:00 | 22 avril 2018 à 11 h 58 UTC+09:00 |            |    | 22 avril 2018 à 15 h 26 UTC+09:00 | 22 avril 2018 à 15 h 26 UTC+09:00 |
|  | États-Unis                        | 34                                |            |    | 22 avril 2018 à 15 h 26 UTC+09:00 | 22 avril 2018 à 15 h 26 UTC+09:00 |
|  | États-Unis                        | 34                                |            |    | 22 avril 2018 à 15 h 26 UTC+09:00 | 22 avril 2018 à 15 h 26 UTC+09:00 |
|  | Japon                             | 14                                |            |    | 22 avril 2018 à 15 h 26 UTC+09:00 | 22 avril 2018 à 15 h 26 UTC+09:00 |
|  | Japon                             | 14                                | États-Unis | 24 |                                   |                                   |
|  | 22 avril 2018 à 12 h 20 UTC+09:00 |                                   | États-Unis | 24 |                                   |                                   |
|  |                                   | Irlande                           | 19         |    |                                   |                                   |
|  | Canada                            | Irlande                           | 19         | 19 |                                   |                                   |
|  | Canada                            |                                   |            | 19 |                                   |                                   |
|  | Irlande                           | 24                                |            |    |                                   |                                   |
|  | Irlande                           | 24                                | 11e place  |    |                                   |                                   |
|  |                                   |                                   |            |    |                                   |                                   |
|  | 22 avril 2018 à 15 h 4 UTC+09:00  |                                   |            |    |                                   |                                   |
|  |                                   |                                   |            |    |                                   |                                   |
|  | Japon                             | 14                                |            |    |                                   |                                   |
|  | Japon                             | 14                                |            |    |                                   |                                   |
|  | Canada                            | 33                                |            |    |                                   |                                   |
|  | Canada                            | 33                                |            |    |                                   |                                   |

## Joueuses

### Meilleures marqueuses
| Rang | Joueuse           | Essais marqués |
| ---- | ----------------- | -------------- |
| 1    | Alena Mikhaltsova | 11             |
| 2    | Michaela Blyde    | 7              |
| 2    | Portia Woodman    | 7              |
| 4    | Emma Tonegato     | 6              |
| 4    | Montserrat Amédée | 6              |

### Meilleurs réalisatrices
| Rang | Joueuse           | Points marqués |
| ---- | ----------------- | -------------- |
| 1    | Alena Mikhaltsova | 55             |
| 2    | Montserrat Amédée | 38             |
| 3    | Tyla Nathan-Wong  | 36             |
| 4    | Jade Le Pesq      | 35             |
| 4    | Michaela Blyde    | 35             |

### Distinctions
| Distinctions         | Joueuse            |
| -------------------- | ------------------ |
| Impact Player        | Alena Mikhaltsova, |
| Joueuse de la finale | Tyla Nathan-Wong,  |

### Équipe type
| Poste            | Joueuse           |
| ---------------- | ----------------- |
| Ailier           | Patricia García   |
| Demi de mêlée    | Montserrat Amédée |
| Demi d'ouverture | Alena Mikhaltsova |
| Ailier           | Chen Keyi         |
| Pilier           | María Ribera      |
| Talonneur        | Evania Pelite     |
| Pilier           | Sarah Goss        |